# Glogova (Gorj)
Pour les articles homonymes, voir Glogova.
Glogova est une commune du județ de Gorj en Roumanie.